# Synagoge (Hermeskeil)
Die Synagoge in Hermeskeil wurde um 1880 im Damfloser Weg (heutige Martinusstraße) errichtet. Bei den Novemberpogromen 1938 wurde die Inneneinrichtung vollständig zerstört. Im März 1945 wurde die Synagoge durch einen Bombenangriff komplett zerstört. Heute steht an dieser Stelle ein Wohn- und Geschäftshaus.

## Synagoge
Ob und wenn seit wann ein Betsaal vor dem Bau der Synagoge in Hermeskeil vorhanden war lässt sich nicht belegen. Der Bau der Synagoge fand vermutlich um 1850 statt. Es handelte sich um einen einfachen Bau, in dessen Erdgeschoss sich eine Wohnung befand. Im Obergeschoss war der Betsaal untergebracht. Im oberen Stockwerk befanden sich zwei Rundbogenfenster, während das Untergeschoss rechteckige Fenster besaß. Bei den Novemberpogromen 1938 wurde die Inneneinrichtung der Synagoge zerstört. Auf eine Brandstiftung wurde verzichtet, da ein Übergreifen der Flammen auf die anderen Gebäude der Häuserzeile befürchtet wurde. Nach den Pogromen wurde das Gebäude zweckentfremdet weitergenutzt. Am 13. März 1945 wurde gesamte Häuserzeile inklusive der Synagoge durch einen Bombenangriff zerstört. Das Grundstück wurde nach dem Krieg neu bebaut. 1978 wurde eine Gedenktafel am ehemaligen Standort der Synagoge angebracht. Die Inschrift lautet:
Zum Gedenken an die vertriebenen und ermordeten jüdischen Mitbürger und die im Jahre 1938 zerstörte Synagoge.

Stadt Hermeskeil 1978.

## Jüdische Gemeinde Hermeskeil
Im Jahr 1840 kam es zu einer ersten Ansiedelung einer jüdischen Familie, die wahrscheinlich aus Thalfang stammte. In der folgenden Zeit bis Anfang der 1930er Jahre wuchs die Gemeinde steig an. Neben der Synagoge stand der Gemeinde eine Religionsschule, die in einem kleinen Gemeindezentrum untergebracht war zur Verfügung. Zudem bestand ein Israelitischer Frauenverein. Die Verstorbenen wurden auf dem 1880 errichteten jüdischen Friedhof beigesetzt. Bis Anfang der 1930er Jahre beschäftigte die Gemeinde einen eigenen Religionslehrer, der auch die Aufgaben des Vorbeters und Schochet innehatte. Während der Novemberpogrome 1938 lebten noch 11 Gemeindemitglieder jüdischen Glaubens in Hermeskeil. Mitte 1939 lebten keine Juden mehr in Hermeskeil.

### Entwicklung der jüdischen Einwohnerzahl
| Jahr | Juden | Jüdische Familien |
| ---- | ----- | ----------------- |
| 1843 | 3     |                   |
| 1871 | 17    |                   |
| 1886 |       | 8                 |
| 1895 | 34    |                   |
| 1925 | 45    |                   |
| 1938 | 11    |                   |

Quelle: alemannia-judaica.de; jüdische-gemeinden.de
Im Gedenkbuch – Opfer der Verfolgung der Juden unter der nationalsozialistischen Gewaltherrschaft 1933–1945 und in der Zentralen Datenbank der Namen der Holocaustopfer von Yad Vashem werden folgende Mitglieder der jüdischen Gemeinschaft Hermeskeil (die dort geboren wurden oder zeitweise lebten)  aufgeführt, die während der Zeit des Nationalsozialismus ermordet wurden:
| Name             | Vorname             | Todeszeitpunkt  | Alter     | Ort des Todes                 | Bemerkung | Quellen |
| ---------------- | ------------------- | --------------- | --------- | ----------------------------- | --- | --- |
| Ackermann        | Frida               | unbekannt       | unbekannt | Vernichtungslager Treblinka   | Deportation ab Köln am 27. Juli 1942 nach Ghetto Theresienstadt (Transport III/2, Zug Da 76). Am 19. September 1942 Deportation in das Vernichtungslager Treblinka (Transport Bo, Zug Da 83). | Yad Vashem (Datenbank, Datensatz Nr. 11456324) / Gedenkbuch für die Opfer der NS-Judenverfolgung in Deutschland             |
| Ackermann        | Otto                | unbekannt       | unbekannt | Vernichtungslager Treblinka   | Deportation ab Köln am 27. Juli 1942 nach Ghetto Theresienstadt (Transport III/2, Zug Da 76). Am 19. September 1942 Deportation in das Vernichtungslager Treblinka (Transport Bo, Zug Da 83). | Yad Vashem (Datenbank, Datensatz Nr. 4822398) / Gedenkbuch für die Opfer der NS-Judenverfolgung in Deutschland              |
| Bach             | Klara               | unbekannt       | unbekannt | Konzentrationslager Auschwitz | Deportation ab Köln am 15. Juni 1942 nach Ghetto Theresienstadt. Am 15. Mai 1942 Deportation in das Konzentrationslager Auschwitz.                                                            | Yad Vashem (Datenbank, Datensatz Nr. 11460405) / Gedenkbuch für die Opfer der NS-Judenverfolgung in Deutschland             |
| Bonem            | Ottilie             | 30. Januar 1943 | 78 Jahre  | Ghetto Theresienstadt         | Deportation ab Köln am 27. Juli 1942 nach Ghetto Theresienstadt (Transport III/2, Zug Da 76).                                                                                                 | Yad Vashem (Datenbank, Datensatz Nr. 4788672) / Gedenkbuch für die Opfer der NS-Judenverfolgung in Deutschland              |
| Haas             | Mina                | unbekannt       | unbekannt | Ghetto Litzmannstadt          | Deportation ab Trier am 16. Oktober 1941 nach Ghetto Litzmannstadt. | Yad Vashem (Datenbank, Datensatz Nr. 11514332 und 4527035) / Gedenkbuch für die Opfer der NS-Judenverfolgung in Deutschland |
| Heimann          | Siegmund            | unbekannt       | unbekannt | Ghetto Litzmannstadt          | Deportation ab Trier am 16. Oktober 1941 nach Ghetto Litzmannstadt. | Yad Vashem (Datenbank, Datensatz Nr. 11518235) / Gedenkbuch für die Opfer der NS-Judenverfolgung in Deutschland             |
| Heimann          | Trudel              | unbekannt       | unbekannt | Ghetto Litzmannstadt          | Deportation ab Trier am 16. Oktober 1941 nach Ghetto Litzmannstadt. | Yad Vashem (Datenbank, Datensatz Nr. 11518243) / Gedenkbuch für die Opfer der NS-Judenverfolgung in Deutschland             |
| Kahn             | Elisa               | unbekannt       | unbekannt | Konzentrationslager Auschwitz | 1943 Deportation ab Trier nach Konzentrationslager Auschwitz. | Yad Vashem (Datenbank, Datensatz Nr. 11534505) / Gedenkbuch für die Opfer der NS-Judenverfolgung in Deutschland             |
| Kahn             | Gertrud             | unbekannt       | unbekannt | unbekannt                     | 1943 Deportation ab Trier. Zielort unbekannt. | Yad Vashem (Datenbank, Datensatz Nr. 11534659) / Gedenkbuch für die Opfer der NS-Judenverfolgung in Deutschland             |
| Kahn             | Moritz              | 3. März 1943    | 52 Jahre  | Konzentrationslager Auschwitz | 1943 Deportation ab Trier nach Konzentrationslager Auschwitz. | Yad Vashem (Datenbank, Datensatz Nr. 10603529) / Gedenkbuch für die Opfer der NS-Judenverfolgung in Deutschland             |
| Mendel           | Sara                | 28. Januar 1943 | 73 Jahre  | Ghetto Theresienstadt         | Deportation ab Trier am 27. Juli 1942 nach Ghetto Theresienstadt. | Yad Vashem (Datenbank, Datensatz Nr. 11592444) / Gedenkbuch für die Opfer der NS-Judenverfolgung in Deutschland             |
| Samuel (Shmuel)  | Helene (Helena)     | unbekannt       | unbekannt | Konzentrationslager Auschwitz | Deportation ab Trier am 27. Juli 1942 nach Ghetto Theresienstadt. Am 15. Mai 1944 Deportation in das Konzentrationslager Auschwitz.                                                           | Yad Vashem (Datenbank, Datensatz Nr. 11622812 und 1990808) / Gedenkbuch für die Opfer der NS-Judenverfolgung in Deutschland |
| Scholem (Sholem) | Ida                 | unbekannt       | unbekannt | Konzentrationslager Auschwitz | | Yad Vashem (Datenbank, Datensatz Nr. 1868774)                                                                               |
| Süsskind         | Alfred              | unbekannt       | unbekannt | Konzentrationslager Auschwitz | 1937 nach Holland emigriert. 1943 Deportation in das Konzentrationslager Auschwitz. | Yad Vashem (Datenbank, Datensatz Nr. 11644727) / Gedenkbuch für die Opfer der NS-Judenverfolgung in Deutschland             |
| Weiler           | Anna Marie Marianne | unbekannt       | unbekannt | unbekannt                     | Deportation ab Trier 1943. Zielort unbekannt. | Yad Vashem (Datenbank, Datensatz Nr. 11651911) / Gedenkbuch für die Opfer der NS-Judenverfolgung in Deutschland             |
| 1.               |                     |                 |           |                               | | |